# 郭尚宾
郭尚賓（1575年—1630年），字朝諤，號噩吾，廣東南海縣（今廣東省佛山市南海區）人。明朝政治人物，萬曆甲辰進士，官至兵部侍郎。

## 生平
萬曆二十八年（1600年）庚子科廣東鄉試第三十七名舉人，三十二年（1604年）甲辰科進士。初授江西吉安府推官，四十年授刑科給事中。不滿宦官跋扈，論稅使李鳳、高寀、潘相，頗稱敢言。終於謫官。
光宗時復起，累官江西巡抚。天啟間，因党附东林，在天启六年十一月会推刑部右侍郎时，为魏忠賢削籍。
崇禎初，起任兵部右侍郎。卒，贈尚書。《明史》有傳。

## 著作
有疏稿文集藏于家。

## 家族
曾祖郭恭。祖父郭廉。父郭昭。母李氏。永感下。